# Front stacjonarny
Front stacjonarny – strefa przejściowa pomiędzy ciepłą i zimną masą powietrza, nie przemieszczająca się lub poruszająca się z prędkością mniejszą niż 2 m/s.

## Oznaczenie na mapach

Front stacjonarny

Na mapach synoptycznych front stacjonarny oznacza się linią z czerwonymi półokręgami skierowanymi w stronę masy powietrza chłodnego i niebieskimi trójkątami w stronę powietrza ciepłego (oznaczają one, jaki charakter będzie miał front, gdy ruszy we wskazaną stronę).